# Nagykarasztos
Nagykarasztos (németül: Großbachselten) Pinkamiske településrésze, egykor önálló község Ausztriában Burgenland tartományban a Felsőőri járásban.

## Fekvése
Felsőőrtől 15 km-re délkeletre a Teichenbach partján  fekszik.

## Története
Karasztos ősi határőrtelepülés volt, melynek lakói egykor köznemesi kiváltságokkal rendelkeztek. Egy 1387-es oklevélben említik először "Karasztus" alakban. Nevét az itt folyó patak egykor kárászban (karausche) gazdag vizéből magyarázzák, de többször szerepel a magyar Harasztos névvel is. 1458-ban "Karaznos", 1469-ben "Craztos", 1475-ben „Karazthws” alakban említik a korabeli forrásokban.
Egy 1720-as okiratban Karasztost "Bachselten" néven nemesi kuriális faluként említik. A két Karasztos közül Nagykarasztos jobbágyai a vörösvári uradalomhoz tartoztak, míg Kiskarasztos köznemesi település volt. A két település között történetük során nagy volt a rivalizálás, mely az újabb korokban is megmaradt.
Vályi András szerint " KARASZTOS. Pakselten. Elegyes falu Vas Várm. földes Ura G. Batthyáni Uraság, lakosai katolikusok, fekszik P. Miskéhez ném meszsze, és annak filiája, határja közép termékenységű, réttye, legelője meg lehetős."
Fényes Elek szerint " Karasztos, (Bachselten), horvát falu, Vas vmegyében: 230 kath., 18 evang. lak., agyagos földekkel, kövér rétekkel. Közbirtokosoké. Ut. p. Kőszeg."
Vas vármegye monográfiája szerint " Nagy-Karasztos, 29 házzal és 176 németajkú, r. kath. és ág. ev. vallású lakossal. Postája Pinka-Miske, távírója Német-Szent-Mihály. " 
1910-ben 217, túlnyomórészt német lakosa volt. A trianoni békeszerződésig Vas vármegye Felsőőri járásához tartozott. 1921-ben Ausztria Burgenland tartományának része lett. 1971-ben Pinkamiskéhez csatolták.

## Külső hivatkozások
- Pinkamiske hivatalos oldala
- Nagykarasztos a dél-burgenlandi települések honlapján